# Pseudoblennius argenteus
Pseudoblennius argenteus är en fiskart som först beskrevs av Döderlein, 1887.  Pseudoblennius argenteus ingår i släktet Pseudoblennius och familjen simpor. Inga underarter finns listade i Catalogue of Life.